# Амовское сельское поселение
А́мовское се́льское поселе́ние — муниципальное образование в составе Новоаннинского района Волгоградской области.
Административный центр — посёлок совхоза «АМО».

## История
Амовское сельское поселение образовано 21 декабря 2004 года в соответствии с Законом Волгоградской области № 970-ОД.

## Население
| 2010  | 2012  | 2013  | 2014  | 2015  | 2016  | 2017  |
| ----- | ----- | ----- | ----- | ----- | ----- | ----- |
| 1286  | ↘1259 | ↘1243 | ↘1214 | ↘1186 | ↘1179 | ↘1149 |
| 2018  | 2019  | 2020  | 2021  |       |       |       |
| ↘1120 | ↘1090 | ↘1069 | ↘1040 |       |       |       |

## Состав сельского поселения
| № | Населённый пункт                    | Тип населённого пункта          | Население |
| - | ----------------------------------- | ------------------------------- | --------- |
| 1 | Бурнацкий                           | хутор                           | 152       |
| 2 | Красногорский                       | хутор                           | 122       |
| 3 | Посёлок отделения № 1 совхоза «АМО» | посёлок                         | 98        |
| 4 | Посёлок отделения № 2 совхоза «АМО» | посёлок                         | 132       |
| 5 | Посёлок совхоза «АМО»               | посёлок, административный центр | 782       |